# Oxytropis bungei
Oxytropis bungei är en ärtväxt som beskrevs 1914 av Vladimir Leontjevitj Komarov. Arten ingår i släktet klovedlar och familjen ärtväxter. Arten är endemisk för Mongoliet och inga underarter finns listade i Catalogue of Life.